# Ungarsk vejsennep
Ungarsk vejsennep (Sisymbrium altissimum) er en 30-60 cm høj, ved grunden stivhåret plante i korsblomst-familien. Alle blade er fjerfligede. De gule blomster er 10-12 mm med udstående bægerblade. Skulperne er 5-10 cm lange og udstående fra stænglen. I Danmark er ungarsk vejsennep almindelig på åben, sandet jord nær bebyggelse.